# Marszalkowski (Adelsgeschlecht)

Das Adelswappen der Familie von Marszalkowski, Wappengemeinschaft Wieniawa

Marszalkowski bzw. weiblich Marszałkowska ist der Name eines polnischen Adelsgeschlechts, welcher der Wappengemeinschaft Wieniawa angehörte. Weitere, ältere Namensformen sind u. a. Marszałkowicz. Früheste Beurkundung ist von 1460 in Krakau.
Als Stammvater gilt Jan Marszalkowski, der um 1420 in der Stadt Sandomierz, einem der Hauptsitze des polnischen Königreichs in Polen, geboren wurde und ein bedeutender Landbesitzer und königlicher Marshall war. Die Marszalkowski waren im Mittelalter in der Region Dobrzyń begütert.
Der Name der Adelsfamilie Marszałkowski leitet sich ab vom polnischen Wort „marszałek“ (deutsch Marschall), welche unterschiedlichen Funktionen haben konnten: z. B. Marshall der Krone und des Seym, aber auch militärischer Führer oder Vorsitzender von Versammlungen. Das Geschlecht führte das Wappen der Wappengemeinschaft Wieniawa.

## Namensträger
- Andrzej Marszalkowski (1530–1598), ein Feldherr im Livländischen Krieg
- Stanisław Marszalkowski (1620–1686), ein polnischer Diplomat, der als Gesandter an verschiedenen europäischen Höfen tätig war. Er spielte eine wichtige Rolle bei der Gestaltung der polnischen Außenpolitik.
- Michał Marszalkowski (1745–1812), ein wohlhabender Gutsbesitzer und Kunstmäzen, der zahlreiche Architektur- und Gemäldewerke für seine Güter in Auftrag gab.
- Priester Józef Marszałkowski, 1755 Stifter der Pfarrkirche St. Nikolai und St. Ottilie, die unter königlichen Patronat standen in Urzędów[5]
- Józef Marszałkowski (1854–1926) – polnischer Politiker, sozialer Aktivist und Schriftsteller. Er war Mitglied des Sejm und Mitglied des Nationalrates des Königreichs Polen
- Józef Marszalkowski (1810–1887), ein bedeutender Schriftsteller und Historiker, der mehrere Werke über die polnische Geschichte und Kultur verfasste.
- Stanisław Marszałkowski (1889–1968) – Polnischer Anwalt, Richter und Politiker. Er war von 1945 bis 1948 Präsident des Obersten Gerichtshofs
- Jan Marszałkowski (1908–1988) – polnischer Historiker und Archivar. Er war Professor an der Universität Warschau und Autor zahlreicher wissenschaftlicher Arbeiten.